# Festi-Live
Festi-Live est une association et un festival de musique sur différentes collines de Lorraine qui se veut être un événement culturel et humaniste associant un thème de société, des concerts, des conférences et des ateliers ludiques. 

## L'association
Créée en 2004, l’association Festi-Live s’est donné pour objectif d’organiser des festivals dans les domaines de la chanson française et des arts avec un thème. La démarche est d’abord orientée vers la rencontre, l'art de vivre ensemble dans la société aujourd'hui. Elle a un but profondément humaniste.
L’association Festi-Live veut favoriser le lien social par la culture avec une attention toute particulière pour les personnes défavorisées. C’est pourquoi la gratuité du festival est proposée pour toute la partie conférences, concours et ateliers.
L’originalité de l'association repose sur l’organisation de festivals où trois pôles sont simultanément proposés au public pour que tous les sens soient en éveil, et que la vie en société soit vécue véritablement (concerts, conférences et tables rondes, ateliers initiation découverte).
Les festivals organisés par l’association Festi-Live sont toujours enracinés dans la culture locale. Tous les villages et villes autour de la colline sont sollicités sous différentes formes. Les entreprises locales également, elles apportent leur concours dans les domaines techniques, alimentaires et autres.
La rencontre du public avec les artistes est prévue et constitue un point fort dans nos festivals. L'association demande aux artistes de participer autant qu’ils le peuvent aux conférences, tables rondes et ateliers initiation découverte.

## Le festival
Tous les deux ans depuis 2005, Festi-Live organise un grand festival de musique sur un thème particulier. Une spécificité qui affirme son originalité. 
Ces festivals sont axés suivant trois pôles :
- Des concerts

Des artistes aux carrières nationales et internationales se produisent sur une scène principale. Une scène découverte donne vie à des artistes amateurs ou confirmés. Cette dualité permet aux festivaliers de vivre une grande Fête de la chanson, dans le souci d’une diversité musicale.
- Des ateliers-initiation

Point de rencontre entre des professionnels des arts (musique, chant, danse, clown, théâtre) et les festivaliers, ces ateliers sont l’occasion d’une communication d’un savoir-faire vers un savoir-vivre. Les mélomanes sont invités à découvrir différentes techniques artistiques, et deviennent, eux-mêmes des acteurs artistiques.
- Des conférences

Prix Nobels, figures internationales mais aussi intervenants-experts directement concernés par le thème du festival sont invités à partager leurs actions, leurs vécus, associés à leurs convictions. L’esprit donné à ces carrefours est notamment d’instaurer un débat entre le public et les conférenciers.

### Festi-Live 2005
C'est sur les rives du lac de Longemer (commune de Xonrupt, département des Vosges), au cœur du massif des Hautes-Vosges, que Festi-Live a organisé la première édition du festival du même nom, les 5, 6 et 7 août 2005. 
Le thème retenu était un hommage au Père Duval. Natif du Val d'Ajol en 1918, le Père Duval nous a quitté en 1984. Il apparaît, pour un grand nombre de chanteurs, comme le précurseur d'un art populaire qui a pris l'initiative de chanter avec sa guitare des airs de joie et de louange. 
De nombreux groupes, artistes, intervenants et conférenciers ont répondu à l'appel lancé par Festi-Live, pour prendre activement part à trois jours de fête et de spectacle. 
Concerts : 
- Spear Hit
- Laurent Grybowski
- J-P & B Artaud
- Hubert Bourel et Marie-Louise Valentin
- Tsefanyah
- Aquero
- Glorious

### Festi-Live 2007
C'est au cours du week-end des 7 et 8 juillet 2007 qu'a eu lieu le Festi-Live 2007 "Essaie la paix" sur le site de la colline de Sion (Meurthe-et-Moselle).
Ce thème "Essaie la paix" avait pour vocation de donner l'occasion aux participants de vivre une grande fête de la chanson, de la musique et d'autres expressions artistiques autour de convictions humanistes.
Le site de la colline de Sion, haut lieu d'histoire et de spiritualité, a été choisi, car il donne à ce projet toute sa cohérence et offre un cadre de qualité à cette rencontre.
Et c'est dans cette dynamique que le père Alec Reid, défenseur du dialogue entre catholiques et protestants en Irlande, est venu apporter son témoignage et ainsi partager la riche expérience de son combat en faveur de la paix.
Concerts :
- Tinah
- Graeme Allwright
- Christian Décamps & Fils (groupe Ange)
- Bal folk par le groupe Galadriel
- Groupe de théâtre du Grand-Sauvoy
- Jean-Jacques Juven
- Glorious

### Festi-Live 2009
Festi-Live 2009 a eu lieu les 4 et 5 juillet 2009 sur le site de la Colline de Sion (Meurthe-et-Moselle) sur le thème « Femmes de Paix ». 
Un grand concours de poésie ainsi qu'un concours littéraire tous deux sur le thème du festival ont été organisés. 
Comme au cours des précédentes éditions, l'échange entre le public et les artistes a été privilégié au travers des conférences et ateliers initiation-découverte.
Concerts :
- Liz Mc Comb (Concert Master class)
- Gabriel Yacoub
- Eloïne Song
- Lola Baï
- Galadriel
- Bossembo
- Greg Voinis
- Didier Guise
- MHK

### Là-haut sur la Colline 2011
Pour son édition 2011, le festival change d'identité et s'intitule à présent « Là-haut sur la colline ». Il a eu lieu les 1, 2 et 3 juillet 2011.
Comme ses deux précédentes éditions, il a eu lieu sur le site de la Colline de Sion (Meurthe-et-Moselle).
Programmation :
- Abd al Malik
- Zaz
- Louis Chedid
- Mickaël Miro
- À Cause de Sylvia
- Guo Gan
- Galadriel

### Là-haut sur la Colline 2013
Cette cinquième édition a lieu les 28, 29 et 30 juin 2013.

Fort de ses précédents succès, le festival confirme l'attachement de son identité à la Colline de Sion (Meurthe-et-Moselle).

L'écrivain et grand intellectuel français Regis Debray est le président d'honneur de ce festival, dont le livre "Eloge des frontières" a donné son nom au thème du festival.

Comme lors des précédentes éditions, une grande partie du festival est en accès libre et gratuit ; avec des conférences, des ateliers d'initiation-découvertes, des associations, des spectacles, des concerts d'artistes locaux, ...

### Là-haut sur la Colline 2015
Du 25 au 28 juin 2015 sur la Colline de Sion et avec le thème de "l'écologie", il y a eu plus de 15 concerts dont John Mamann, Zebda, Hugues Aufray, Fergessen ... et des conférences avec l'invité d'honneur Pierre Rabhi, tables rondes, ateliers, et d'autres animations.

### Là-haut sur la Colline 2017
Le festival 2017 a eu lieu entre le 29 juin et le 2 juillet 2017 à nouveau sur le site de la Colline de Sion (Meurthe-et-Moselle) sur le thème « Chanson française » avec les conférenciers Marek Halter et Guy Gilbert et les concerts de
- Bernard Lavilliers et Dominique Mahut
- Gaël Faye et Keny Arkana
- Noa et Les sans voix
- Radio Elvis
- Les 100 Fausses Notes

### Là-haut sur la Colline 2019
Le festival 2019 a eu lieu entre le 27 et le 30 juin 2019 sur le site de la Colline de Sion (Meurthe-et-Moselle) sur le thème « Europe plus citoyenne et fraternelle » avec des conférences, animations, forums et les concerts de
- Tiken Jah Fakoly
- Mes souliers sont rouges
- Grand Corps Malade
- Koos
- Médine et Kery James

### Là-haut sur la Colline 2021
Le festival 2021 a lieu entre le 23 et le 26 septembre 2021 sur le site du Château d'Épinal (Vosges) sur le thème « Où vas-tu demain ? » avec des conférences, débats, village d'initiatives et les spectacles et concerts de
- Sinsemilia
- Frédéric Fromet
- Pang
- Yseult
- Etienne M'Bappe
- Medhi
- Souad Massi

## Concerts
En marge de ses festivals, l'association Festi-Live organise également des événements ponctuels.

### Concerts A4 Gospel
Festi-Live a organisé les 12 et 13 septembre 2008 deux concerts du groupe A4 Gospel, respectivement à Épinal et à Essey-lès-Nancy.

### Concert Glorious
Festi-Live a organisé le 10 novembre 2006 un concert du groupe Glorious au centre des congrès d'Épinal.